# Tourcelles-Chaumont
Tourcelles-Chaumont ist eine französische Gemeinde mit 87 Einwohnern (Stand: 1. Januar 2022) im Département Ardennes in der Region Grand Est (bis 2015 Champagne-Ardenne). Sie gehört zum Arrondissement Vouziers, zum Kanton Attigny und zum 1997 gegründeten Kommunalverband L’Argonne Ardennaise.

## Geografie
Die Gemeinde Tourcelles-Chaumont liegt in der Trockenen Champagne, acht Kilometer westlich von Vouziers. Umgeben wird Tourcelles-Chaumont von den Nachbargemeinden Quilly im Norden, Grivy-Loisy im Nordosten, Mars-sous-Bourcq im Osten, Bourcq im Süden sowie Leffincourt im Westen.

## Geschichte
Von 1828 bis 1871 war Tourcelles-Chaumont Bestandteil der ehemaligen Gemeinde Tourcelles-Chaumont-Quilly-et-Chardeny.

## Bevölkerungsentwicklung
| Jahr                       | 1962 | 1968 | 1975 | 1982 | 1990 | 1999 | 2006 | 2013 | 2019 |
| Einwohner                  | 68   | 67   | 52   | 44   | 54   | 73   | 91   | 94   | 92   |
| Quellen: Cassini und INSEE |      |      |      |      |      |      |      |      |      |

## Sehenswürdigkeiten

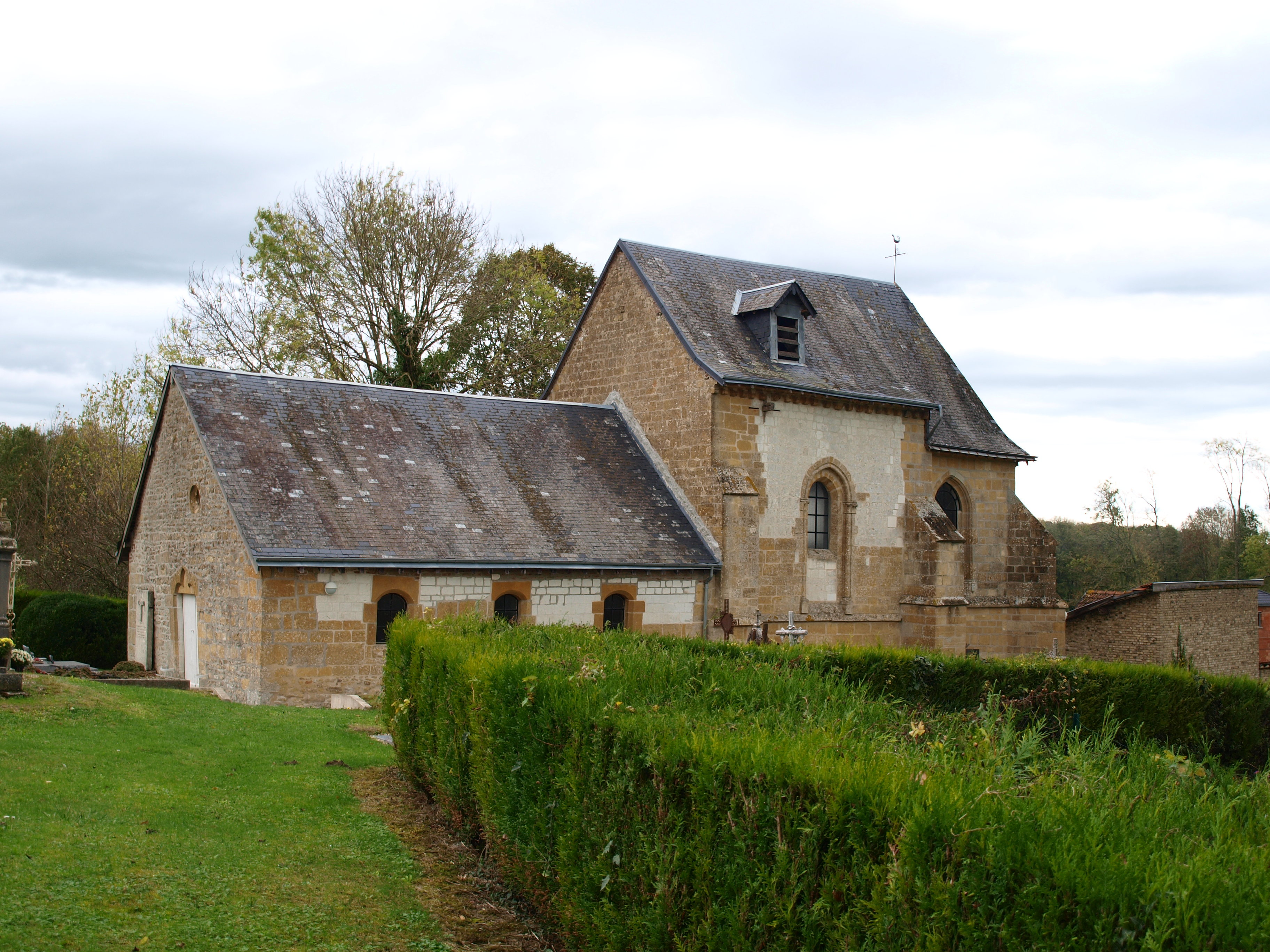
Kirche Saint-Amand
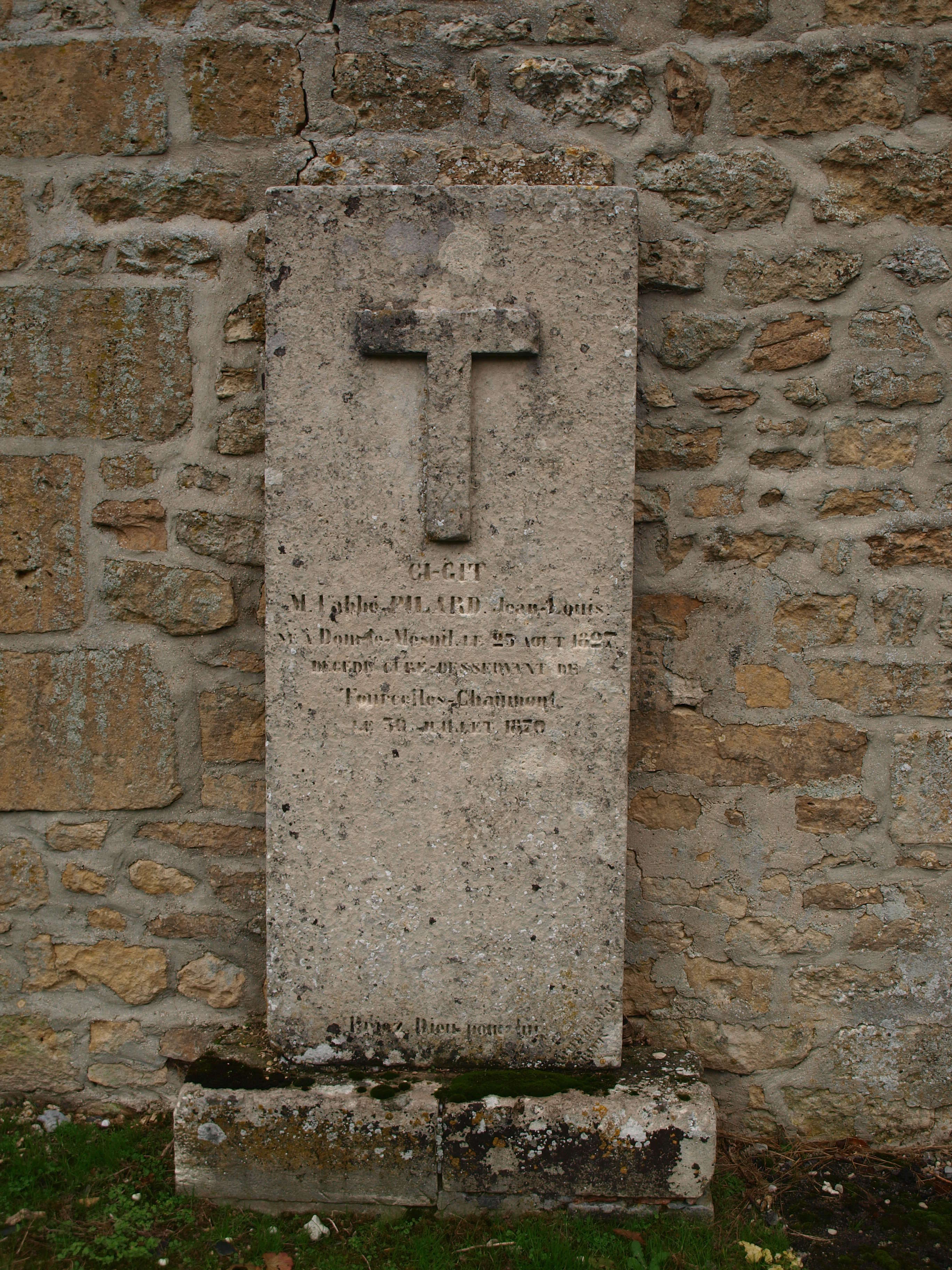
Gedenkstein
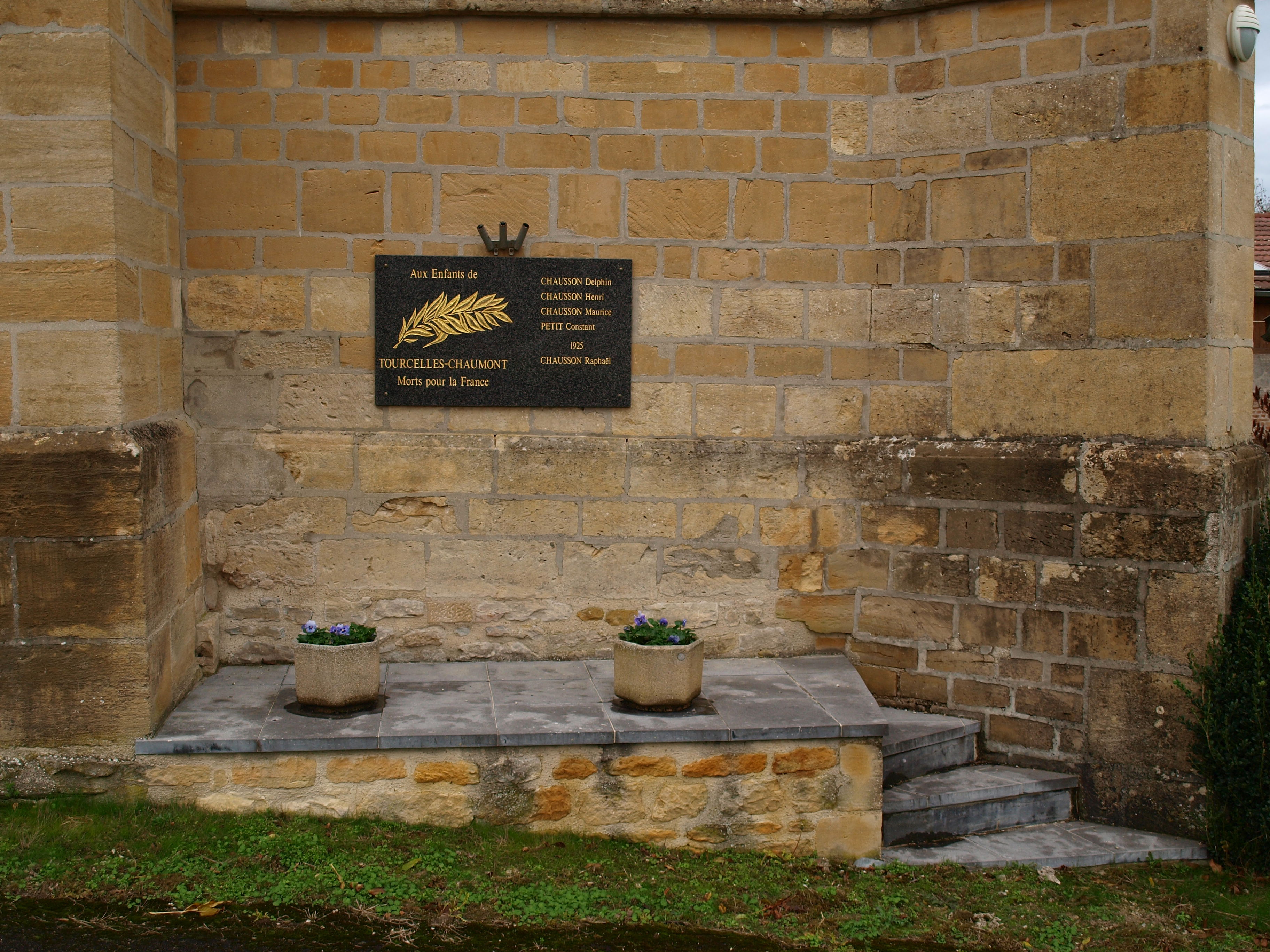
Gedenktafel für Kriegsopfer

- Kirche Saint-Amand
- Gedenkstein
- Gedenktafel für Kriegsopfer